# Vodnik (Karaš-severinska županija, Rumunjska)
Vodnik (rum. Vodnic, mađ. Vizes ), je naselje u općini Lupak u Karaš-severinskoj županiji, u Rumunjskoj, naseljeno Hrvatima Krašovani

## Stanovništvo
Prema zadnjem popisu stanovništva Vodnik je imao 463 stanovnika.
| Stanovništvo 1900. Etnički sastav 1900. godine ukupno 461 stanovnika. Krašovani 456 Nijemci 4 Slovaci 1 | - rimokatolici 457 - židovi 3 - grkokatolici 1 |

| Stanovništvo 1992. Etnički sastav 1992. godine ukupno 482 stanovnika. Hrvati 336 Krašovani 130 Srbi 9 Rumunji 6 Romi 8 ostali | - rimokatolici 479 - pravoslavci 3 |

## Vanjske poveznice
- Satelitska snimka Vodnika